# A. Daniel McKenzie
Pour les articles homonymes, voir Daniel McKenzie et McKenzie.
A. Daniel McKenzie (25 mars 1924-15 août 1989), est un homme politique canadien du Manitoba. Il est député fédéral progressiste-conservateur de la circonscription manitobaine de Winnipeg-Centre-Sud de 1972 à 1979 et de Winnipeg—Assiniboine de 1979 à 1988.

## Biographie
Né à Winnipeg au Manitoba, McKenzie travaille comme directeur des communications.

## Politique
Mckenzie entame une carrière publique en siégeant au conseil municipal de Winnipeg de 1971 à 1972.
Élu lors de l'élection de 1972, il est réélu en 1974 et 1979, ainsi que dans la nouvelle circonscription de Winnipeg—Assiniboine en 1980 et en 1984. 
En octobre 1987, fighting Dan acquiert une certaine notoriété après un incident impliquant le député libéral John Nunziata (York-Sud—Weston) où ce dernier est bousculé après avoir tenté de s'asseoir dans le siège du premier ministre lors d'une session d'un comité permanent.
McKenzie est aussi connu pour avoir proposé un plan d'annexion des îles Turques-et-Caïques à la Confédération canadienne.
Il ne se représente pas en 1988.